# Boulevard de Strasbourg (Parigi)
Il boulevard de Strasbourg è un boulevard parigino che si estende per 775 m nel X arrondissement di Parigi; inizia al n. 7 di boulevard Saint-Denis e termina al n. 7 di rue du 8-Mai-1945. La sua larghezza minima è di 30 metri.
È il prolungamento di boulevard de Sébastopol e sbocca sulla Place du 11 Novembre 1918 davanti alla Gare de l'Est. Il boulevard de Strasbourg è il cuore, specialmente verso l'incrocio con rue du Château d'Eau, di uno dei due quartieri africani di Parigi. Esso è dominato da botteghe, saloni di bellezza e ristoranti d'immigrati afro-antillesi e di altri provenienti dai paesi subsahariani.
La via è servita dalle stazioni della metropolitana di Parigi Strasbourg - Saint-Denis, Château d'Eau e Gare de l'Est.

## Storia

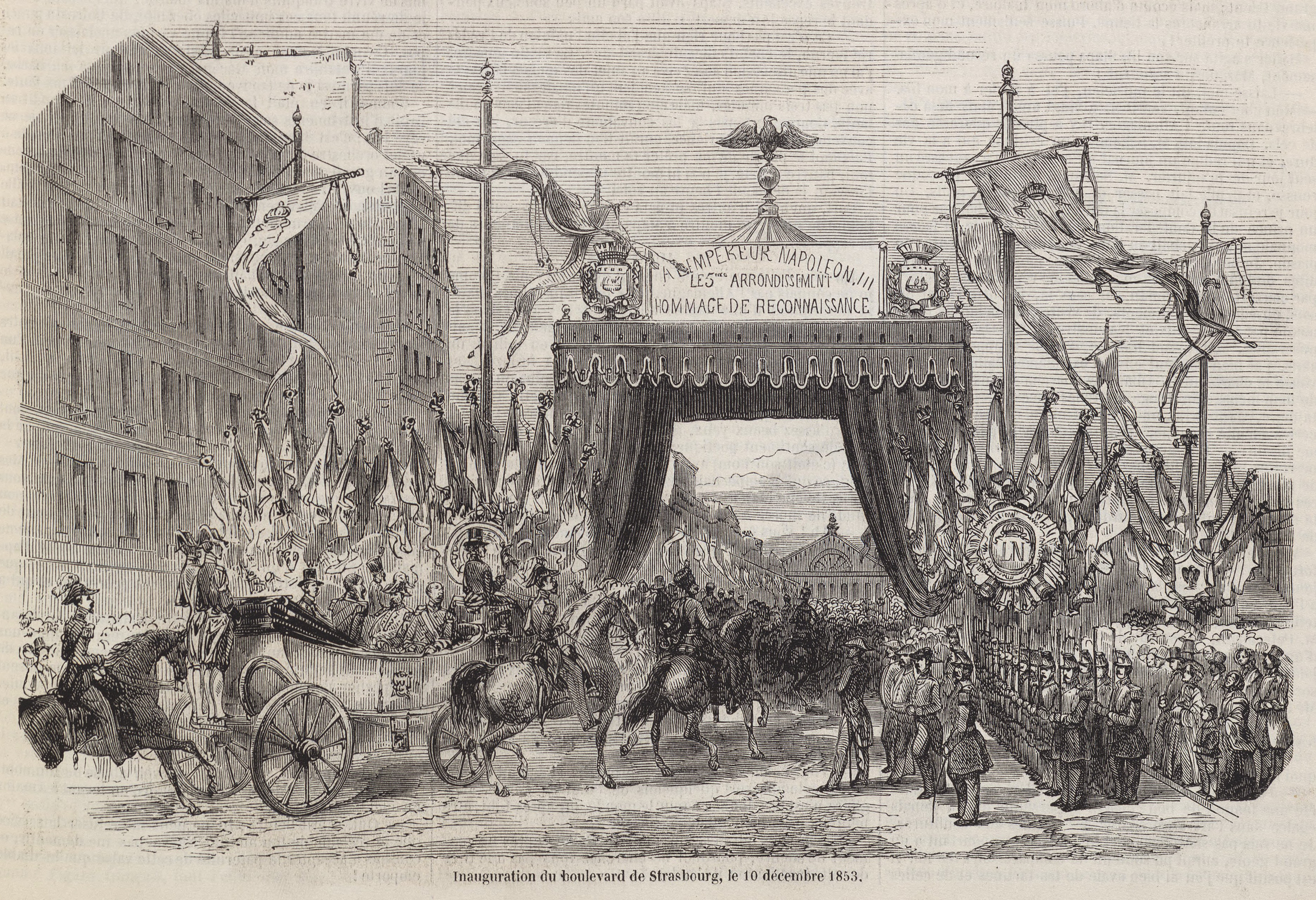
Inaugurazione del boulevard, il 10 dicembre 1853

Il boulevard de Strasbourg è frutto delle modifiche al tessuto urbano di Parigi effettuate durante la Trasformazione di Parigi sotto il Secondo Impero, progettata da Georges Eugène Haussmann. La creazione della via  venne stabilita con decreto del 10 marzo 1852, anno in cui ebbero in inizio i lavori. La sua apertura nel cuore di un isolato fra la rue du Faubourg-Saint-Denis e la rue du Faubourg-Saint-Martin fece sparire un discreto numero di case del passage de l'Industrie, del passage Brady, della rue du Château-d’Eau e del passage du Désir.
Prende il nome dalla città alsaziana Strasburgo: la via è prossima alla Gare de Paris Est, che collega le due città.

## Luoghi d'interesse

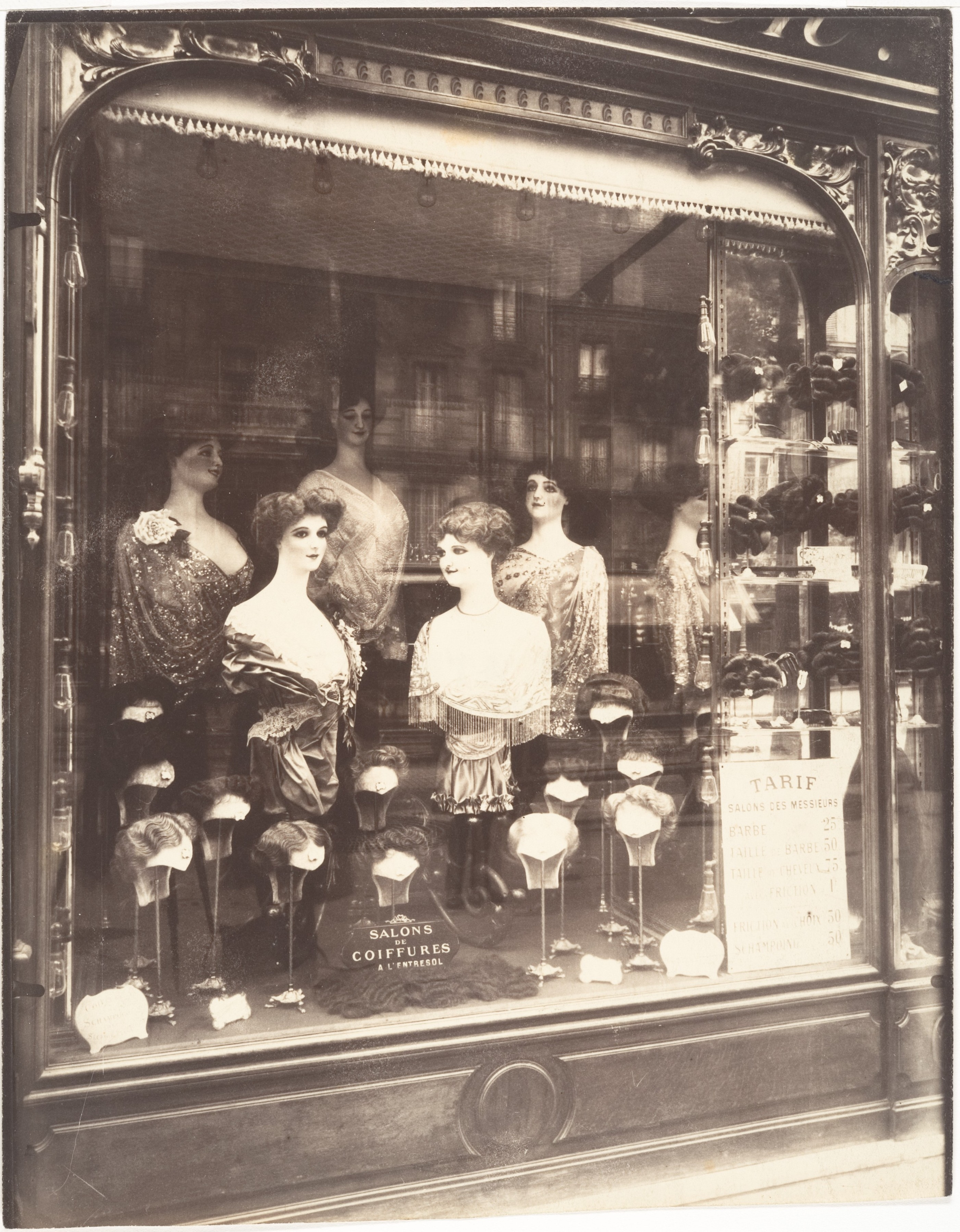
Salone di parrucchiere nel 1910 - Eugène Atget.

(per numero civico)
- N. 2: Museo del ventaglio.
- N. 4:  sala teatrale Comédia, antico teatro Eldorado, cui si accede anche al N. 11 della rue du Faubourg-Saint-Martin ; Monumento storico di Francia [2]
- N. 13: Café-concert La Scala
- N. 14:  Teatro Antoine, Monumento storico di Francia [3].
- N. 17 fu aperto nel 1893 il café-concert Le Concert de la Ville Japonaise, divenuto poi una sala cinematografica nel 1911 con il nome di Le Bourdon, poi, nel 1912, Paris-Ciné, rinominato infine L'Archipel dal 2001.
- N. 39: sala cinematografica Le Brady.
- N. 68: Chiesa di San Lorenzo